# Umzimvubu Local Municipality
Umzimvubu (englisch Umzimvubu Local Municipality) ist Lokalgemeinde im Distrikt Alfred Nzo der südafrikanischen Provinz Ostkap. Der Sitz der Gemeindeverwaltung befindet sich in Mount Frere. Bürgermeister der Gemeinde ist Sobane Khulile Mnukwa.
Benannt ist die Gemeinde nach dem Fluss Mzimvubu, der durch das Gemeindegebiet fließt.

## Städte und Orte
| - Badibanise - Ben Mbizweni - Bumbeni - Cabazana - Dangwana - Dundee - Dutyini - Lubhacweni B - Mbodleni | - Mjikelweni - Mount Ayliff - Mount Frere - Mvalweni - Mvusi - Njijini - Ntsizwa - Sikisi - Voveni |

## Bevölkerung
Im Jahr 2011 hatte die Gemeinde 191.620 Einwohner. Davon waren 99,4 % schwarz. Erstsprache war zu 92,1 % isiXhosa und zu 2,6 % Englisch.